# Haferlfest
Das Haferlfest, auch bekannt als Ilzer Haferlfest ist ein alljährlich im Juli stattfindendes Volksfest in Passau.
Es wurde 1887 unter dem ursprünglichen Namen „Hafenfest“ von dem Passauer Landrichter Anton Niederleuthner und dem Kunstmaler Ferdinand Wagner ins Leben gerufen. Veranstaltungsort ist die Passauer Ilzstadt. Der Name des Festes ist auf die Tonkrüge, die sog. „Haferl“ (früher „Hafen“) zurückzuführen, die als Eintrittsmarken für das Fest dienten.
Zwischen 1937 und 1939 wurde das Sommerfest von Gustl Schmid wieder auf die Beine gestellt. Das Fest wurde von ihm und den Bürgern der Ilzstadt ab 1950 jährlich organisiert, nachdem die Fortführung durch die Kriegs- und Nachkriegsjahre unterbrochen wurde. Ein Ende setzte dem Haferlfest Anfang der 60er-Jahre die Sanierung der Ilzstadt.
Die Organisation übernehmen seit 1979 Mitglieder der Ilzer Vereine und ehrenamtlichen Helfer.
Während des Haferlfests wird ein Teilstück der B 388 zwischen der Ilzbrücke und dem Ortsausgang  entlang der Ilz/Donau gesperrt. Auf diesem Teilstück werden Biergarnituren, Verkaufsstände und Bühnen für Musikgruppen aufgebaut.
Wichtige Figuren beim dreitägigen Ilzer Haferlfest: Die Ilzer Perle und ihren Elfen, Neptun, Gambrinus und Bacchus.